# Bistum Évry-Corbeil-Essonnes
Das Bistum Évry-Corbeil-Essonnes (lateinisch Dioecesis Evriensis-Corbiliensis-Exonensis, französisch Diocèse d’Évry-Corbeil-Essonnes) liegt in der Île-de-France (Frankreich).
Ihre Partnerbistümer sind das Erzbistum München und Freising und das angekanische Bistum Guildford. Außerdem unterstützt sie das Bistum Cayenne in Französisch-Guayana und das Erzbistum Cotonou in Benin beim Betrieb der Webseite.

## Geschichte
Ein Gesetz von 10. Juli 1964 beschloss die Auflösung des alten Départements Seine-et-Oise und die Schaffung des neuen Départements Essonne aus den Arrondissements Corbeil-Essonnes und Rambouillet.
Es wurde am 9. Oktober 1966 als Bistum Corbeil aus Teilen des Bistums Versailles begründet, änderte aber bereits am 11. Juni 1988 seinen Namen in die heutige Form ab, wobei zugleich der Bischofssitz nach Évry verlegt wurde. Das Bistum gehört als Suffragan dem Erzbistum Paris an.

## Bischöfe
- 1966–1977: Albert Malbois (1915–2017), erster Bischof von Corbeil, zuvor Weihbischof in Versailles
- 1978–2000: Guy Herbulot (1925–2021), Bischof von Corbeil, ab 1988 Bischof von Évry-Corbeil-Essonnes, zuvor Weihbischof in Reims
- 2000–2017: Michel Dubost CIM (* 1942), zuvor Militärbischof
- seit 2017: Michel Pansard (* 1955), zuvor Bischof von Chartres